# 金日成金正日主義

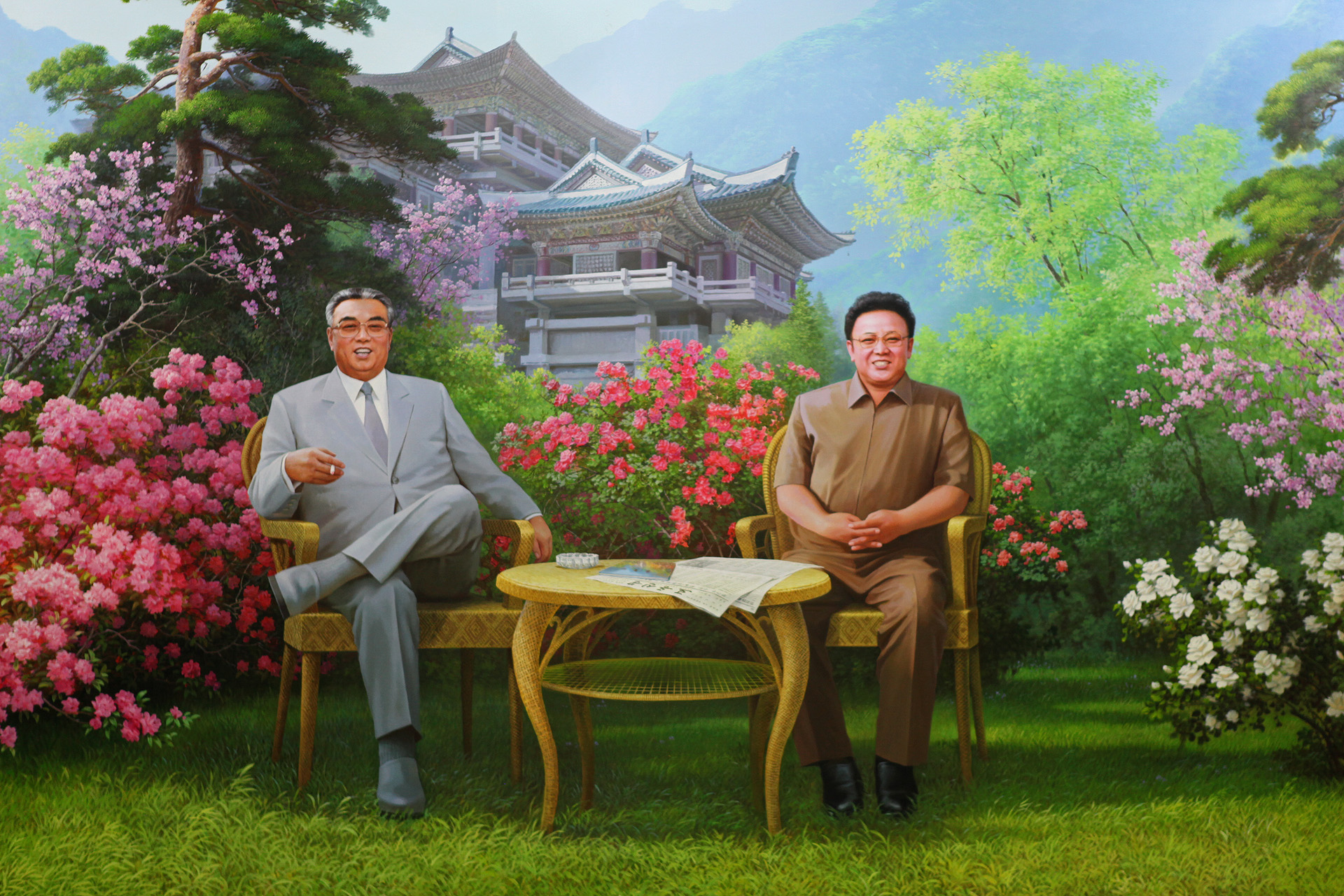
金日成和金正日父子的畫像

金日成金正日主義（朝鲜语：／）是朝鮮民主主義人民共和國目前的官方意识形态，也是朝鮮勞動黨奉行的唯一指導思想，主要內容包含主體思想和先軍政治。
2012年5月，时任朝鮮勞動黨第一書記的金正恩提出修改黨的指導思想金日成主義為金日成金正日主義，後寫入黨章。